# Mikania globifera
Mikania globifera là một loài thực vật có hoa trong họ Cúc. Loài này được Rusby ex B.L.Rob. mô tả khoa học đầu tiên năm 1920.